# Foot-Ball Club Bari 1924-1925
Questa voce raccoglie le informazioni riguardanti il Foot-Ball Club Bari nelle competizioni ufficiali della stagione 1924-1925.

## Stagione
Dopo la promozione del F.B.C. Bari in Prima Divisione, al vertice della nuova società biancorossa Donato Nicola Fornarelli viene sostituito da Emanuele Messeni-Petruzzelli (facente parte della famiglia proprietaria del famoso teatro Petruzzelli).
Il Bari apre il campionato con due sconfitte (inferte da Pro Italia e Liberty) e pareggia i seguenti tre incontri, in cui riduce il numero di goal subìti rispetto all'apertura del girone; conclude così il girone d'andata al penultimo posto con 3 punti, due sotto l'Ideale e due sopra la Tarantina, "fanalino di coda".
Nel girone di ritorno perde tutti gli incontri senza mai andare in goal e rimediando passivi non minori di tre reti. Nella gara contro il Liberty, dopo la quinta rete subìta nasce un litigio fra il terzino Di Cagno e il portiere Lerario, che abbandonano il campo (lasciando quindi la squadra in nove giocatori, non potendosi allora effettuare sostituzioni). Subìto lo 0-6, Di Cagno rientra velocemente in campo e per stizza e rassegnazione mette da solo in porta il settimo punto a sfavore (commettendo quindi autogoal).
A campionato finito i biancorossi, rimasti a tre punti, sono stati raggiunti dalla Tarantina (per effetto della vittoria 3-0 dei rosso-blu, nello scontro diretto), che condivide con i baresi l'ultimo posto in classifica (retrocedono anche i rosso-blu).
Dopo la fine del girone pugliese il Foot-Ball Club Bari, rifondato poco più di un anno prima si ritira dalle competizioni, ma il fatto non fa eco nel capoluogo pugliese; la scena calcistica del momento è ormai dominata da Liberty e Ideale, che appassionano e dividono sempre più il popolo barese.

## Divise
Le divise per la stagione '24-'25 sono state le seguenti:
| Prima divisa | Alternativa | Portiere |

## Organigramma societario[1]
Area direttiva
- Presidente: Emanuele Messeni-Petruzzelli
- Vice presidente: Michele Tabernacolo
- Segretario: Vito Ressa
- Cassiere: Lorenzo Macina

Area tecnica
- Allenatore: ?
- Accompagnatore: ?

Area sanitaria
- Massaggiatore: ?

## Rosa
Fonti
| N. |                   | Ruolo | Calciatore           |
| -- | ----------------- | ----- | -------------------- |
|    | Italia (bandiera) | P     | Costantino Lerario   |
|    | Italia (bandiera) | D     | Antuofermo           |
|    | Italia (bandiera) | D     | Giuseppe Daliani     |
|    | Italia (bandiera) | D     | Di Cagno             |
|    | Italia (bandiera) | D     | Labriola             |
|    | Italia (bandiera) | D     | Giuseppe Martoriello |
|    | Italia (bandiera) | D     | Spilotros II         |
|    | Italia (bandiera) | D     | Volpicella           |
|    | Italia (bandiera) | C     | Bellomo              |
|    | Italia (bandiera) | C     | Rocco Cavaliere (II) |

| N. |                   | Ruolo | Calciatore   |
| -- | ----------------- | ----- | ------------ |
|    | Italia (bandiera) | C     | De Bellis    |
|    | Italia (bandiera) | C     | Guidobaldi I |
|    | Italia (bandiera) | C     | Nocera       |
|    | Italia (bandiera) | C     | Troiano      |
|    | Italia (bandiera) | A     | Antonicelli  |
|    | Italia (bandiera) | A     | Buonamico    |
|    | Italia (bandiera) | A     | Bratta       |
|    | Italia (bandiera) | A     | Lella        |
|    | Italia (bandiera) | A     | Musci        |
|    | Italia (bandiera) | A     | Giosuè Poli  |

## Risultati

### Prima Divisione[1]

#### Girone di andata
| Bari 23 novembre 1924 1ª giornata      | FBC Bari  | 0 – 4 | Pro Italia | Campo San Lorenzo |
| \| \| \| \| \| \| Marcatori \| ?, ? \| |           |       |            |                   |
|                                        |           |       |            |                   |
|                                        | Marcatori | ?, ?  |            |                   |

| Arbitro: | Campanella (Taranto) |

|  |           |                  |
|  | Marcatori | 62’, 72’ Perilli |

| Arbitro: | Torro (Taranto) |

|             |           |             |
| Gallino 60’ | Marcatori | 90’ G. Poli |

| Bari 14 dicembre 1924 4ª giornata | FBC Bari | 0 – 0 | Audace Taranto | Campo San Lorenzo |

| Bari 4 gennaio 1925 5ª giornata                  | FBC Bari  | 1 – 1 | Tarantina | Campo San Lorenzo |
| \| \| \| \| \| Cavaliere II \| Marcatori \| ? \| |           |       |           |                   |
|                                                  |           |       |           |                   |
| Cavaliere II                                     | Marcatori | ?     |           |                   |

#### Girone di ritorno
| Arbitro: | Barra (Napoli) |

|                                                               |           |  |
| Hajdu 14’, 78’, 81’ Perilli 47’, 63’, 65’ Di Cagno 85’ (aut.) | Marcatori |  |

| Arbitro: | Mastroserio (Bari) |

|  |           |                                              |
|  | Marcatori | 20’ Solfrizzi 30’, 70’ Ugenti 31’ Addante II |

| Taranto 15 febbraio 1925 9ª giornata   | Audace Taranto | 6 – 0 | FBC Bari | Motovelodromo Corvisea |
| \| \| \| \| \| ?, ? \| Marcatori \| \| |                |       |          |                        |
|                                        |                |       |          |                        |
| ?, ?                                   | Marcatori      |       |          |                        |

| Taranto 22 febbraio 1925 6ª giornata    | Pro Italia | 3 – 0 | FBC Bari | Motovelodromo Corvisea |
| \| \| \| \| \| ? , ? \| Marcatori \| \| |            |       |          |                        |
|                                         |            |       |          |                        |
| ? , ? , ?                               | Marcatori  |       |          |                        |

| Taranto 1º marzo 1925 10ª giornata      | Tarantina | 3 – 0 | FBC Bari | Motovelodromo Corvisea |
| \| \| \| \| \| ? , ? \| Marcatori \| \| |           |       |          |                        |
|                                         |           |       |          |                        |
| ? , ? , ?                               | Marcatori |       |          |                        |

## Statistiche

### Statistiche di squadra
| Competizione    | Punti | In casa | In casa | In casa | In casa | In casa | In casa | In trasferta | In trasferta | In trasferta | In trasferta | In trasferta | In trasferta | Totale | Totale | Totale | Totale | Totale | Totale | DR |
| Competizione    | Punti | G       | V       | N       | P       | Gf      | Gs      | G            | V            | N            | P            | Gf           | Gs           | G      | V      | N      | P      | Gf     | Gs     | DR |
| --------------- | ----- | ------- | ------- | ------- | ------- | ------- | ------- | ------------ | ------------ | ------------ | ------------ | ------------ | ------------ | ------ | ------ | ------ | ------ | ------ | ------ | -- |
| Prima Divisione | 3     | 5       | 0       | 2       | 3       | 1       | 11      | 5            | 0            | 1            | 4            | 1            | 20           | 10     | 0      | 3      | 7      | 2      | 31     |    |

### Statistiche dei giocatori[1]
| Antonicelli  | 6  | 0   |
| Antuofermo   | 4  | 0   |
| Bellomo      | 10 | 0   |
| Bratta       | 1  | 0   |
| Buonamico    | 4  | 0   |
| Cavaliere II | 9  | 1   |
| Daliani      | 7  | 0   |
| De Bellis    | 7  | 0   |
| Di Cagno     | 8  | 0   |
| Guidobaldi I | 8  | 0   |
| Labriola     | 6  | 0   |
| Lella        | 3  | 0   |
| Lerario      | 10 | -29 |
| Martoriello  | 7  | 0   |
| Musci        | 4  | 0   |
| Nocera       | 2  | 0   |
| G. Poli      | 8  | 1   |
| Spilotros II | 1  | 0   |
| Troiano      | 2  | 0   |
| Volpicella   | 3  | 0   |